# Landtag des Freistaates Mecklenburg-Strelitz

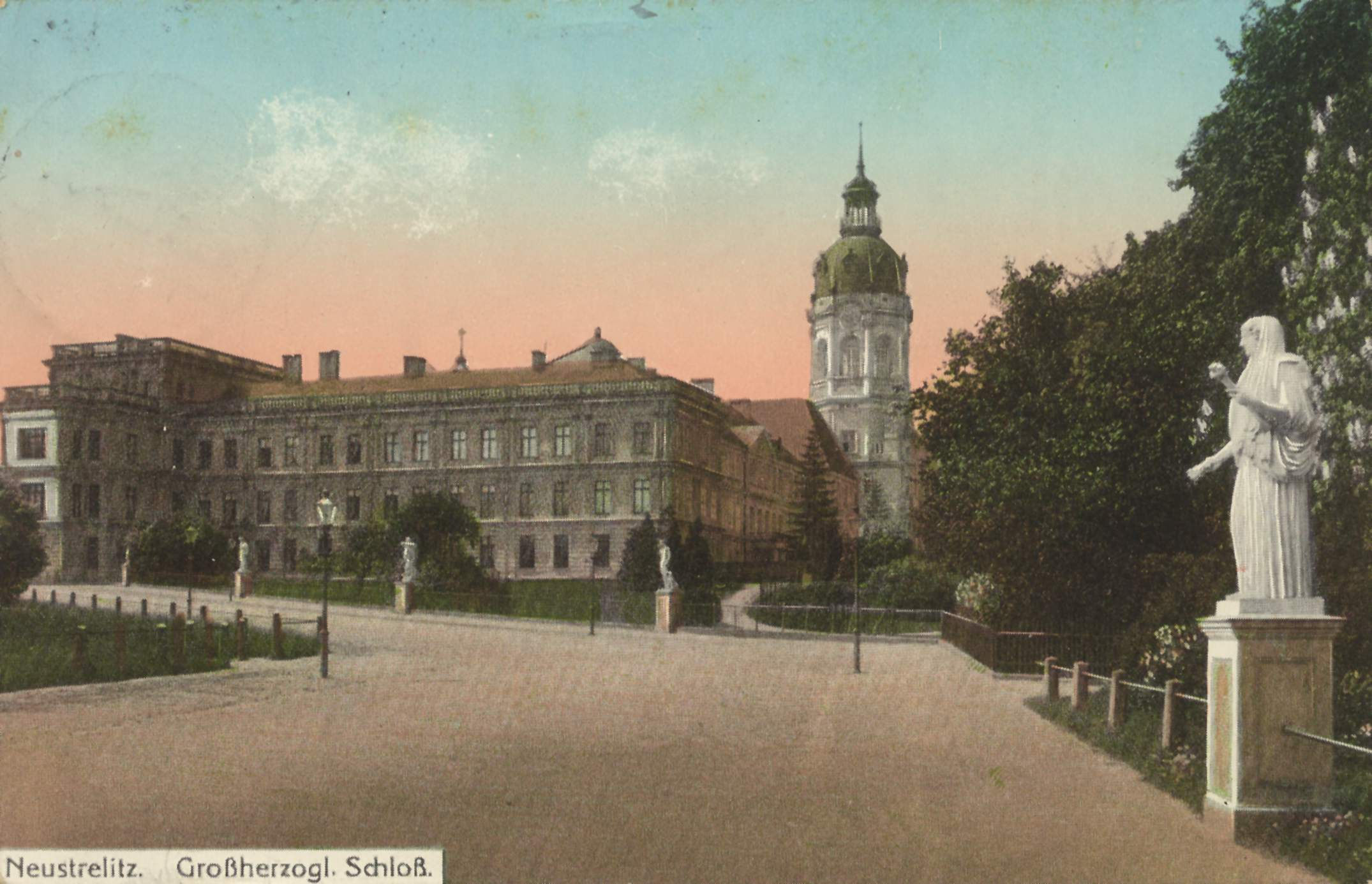
Das Neustrelitzer Schloss, historischer Sitz des Landtages (Postkarte von 1912)

Der Landtag des Freistaates Mecklenburg-Strelitz ist ein historisches Parlament. Er bestand von 1918 bis 1933 und war die Legislative des Freistaates Mecklenburg-Strelitz. Er tagte im Residenzschloss Neustrelitz.

## Rechtsgrundlage und Aufbau
Rechtsgrundlage für die Wahl des Landtags war das Wahlgesetz vom 30. Januar 1919. Gemäß Abschnitt II des Landesgrundgesetz des Freistaates Mecklenburg-Strelitz vom 23. Mai 1923 bestand der Landtag aus 35 Abgeordneten (davon 5 aus dem Wahlkreis Ratzeburg), die nach dem Grundsatz der Verhältniswahl für eine Dauer der Wahlperiode von vier Jahren gewählt wurden. Das Mindestalter für das aktive Wahlrecht war 21 Jahre und für das passive Wahlrecht 25 Jahre.
Seine Aufgaben waren die Gesetzgebung, die Überwachung der Staatsführung und Verwaltung, die Wahrnehmung des Budgetrechtes, sowie gegebenenfalls der Ministeranklage. Der Präsident des Landtags hatte eine herausgehobene Stellung. Er ernannte die Mitglieder der Landesregierung. Eine weitere Besonderheit war der aus 7 Landtagsabgeordneten bestehende Landesausschuss. Dieser nahm die Rechte des Parlamentes wahr, wenn dieses nicht zusammentrat.
Nachdem die Landesparlamente der beiden Freistaaten Mecklenburg-Strelitz und Mecklenburg-Schwerin unter nationalsozialistischem Druck auf einer gemeinsamen Sitzung in Rostock im Oktober 1933 die Wiedervereinigung Mecklenburgs beschlossen und mit Wirkung ab 1. Januar 1934 vollzogen hatten, wurde das Landesparlament des Landes Mecklenburg mit dem Gesetz über den Neuaufbau des Reichs vom 30. Januar 1934 aufgelöst.
Nach dem Zweiten Weltkrieg wurde das Land Mecklenburg wiedererrichtet. Dessen Landtag bestand bis zur Auflösung der Länder in der DDR.

## Landtagswahlen

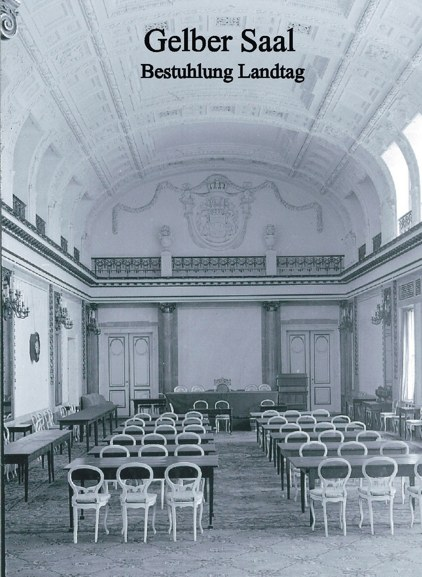
Der Landtag tagte im Gelben Saal des Schlosses Neustrelitz

### Wahl zur Verfassunggebenden Versammlung 1918
Am 15. Dezember 1918 erfolgte die Wahl zur verfassunggebenden Versammlung.
| Landtagswahl 1918                    | Landtagswahl 1918 | Landtagswahl 1918 | Landtagswahl 1918   |
| Partei                               | Stimmanteil in %  | Sitze             | Veränderung (Sitze) |
| ------------------------------------ | ----------------- | ----------------- | ------------------- |
| SPD                                  | 50,22 %           | 21 Sitze          |                     |
| DDP                                  | 39,93 %           | 18 Sitze          |                     |
| Mecklenburg-Strelitzscher Bauernbund | 5,03 %            | 1 Sitz            |                     |
| Handwerker und Gewerbetreibende      | 4,82 %            | 2 Sitze           |                     |

An 100 % fehlende Stimmen = nicht im Landtag vertretene Wahlvorschläge
Liste der Mitglieder des Landtages (Freistaat Mecklenburg-Strelitz) (Verfassunggebende Versammlung)

### Landtagswahl 1919
Am 30. März 1919 erfolgte die Wahl zum 1. ordentlichen Landtag.
| Landtagswahl 1919           | Landtagswahl 1919 | Landtagswahl 1919 | Landtagswahl 1919   |
| Partei                      | Stimmanteil in %  | Sitze             | Veränderung (Sitze) |
| --------------------------- | ----------------- | ----------------- | ------------------- |
| SPD                         | 48,53 %           | 18 Sitze          | − 3 Sitze           |
| Wirtschaftliche Vereinigung | 30,44 %           | 9 Sitze           | + 9 Sitze           |
| DDP                         | 21,03 %           | 8 Sitze           | − 10 Sitze          |

An 100 % fehlende Stimmen = nicht im Landtag vertretene Wahlvorschläge
Liste der Mitglieder des Landtages (Freistaat Mecklenburg-Strelitz) (1. Wahlperiode)

### Landtagswahl 1920
Am 16. Mai 1920 erfolgte die Wahl zum 2. ordentlichen Landtag.
| Landtagswahl 1920           | Landtagswahl 1920 | Landtagswahl 1920 | Landtagswahl 1920   |
| Partei                      | Stimmanteil in %  | Sitze             | Veränderung (Sitze) |
| --------------------------- | ----------------- | ----------------- | ------------------- |
| SPD                         | 42,89 %           | 16 Sitze          | − 2 Sitze           |
| Wirtschaftliche Vereinigung | 36,11 %           | 14 Sitze          | + 5 Sitze           |
| DDP                         | 14,68 %           | 5 Sitze           | − 3 Sitze           |
| USPD                        | 4,20 %            | 1 Sitz            | + 1 Sitz            |

An 100 % fehlende Stimmen = nicht im Landtag vertretene Wahlvorschläge
Liste der Mitglieder des Landtages (Freistaat Mecklenburg-Strelitz) (2. Wahlperiode)

### Landtagswahl 1923
Am 8. Juli 1923 erfolgte die Wahl zum 3. ordentlichen Landtag.
| Landtagswahl 1923                                                    | Landtagswahl 1923 | Landtagswahl 1923                                                                     | Landtagswahl 1923   |
| Partei                                                               | Stimmanteil in %  | Sitze                                                                                 | Veränderung (Sitze) |
| -------------------------------------------------------------------- | ----------------- | ------------------------------------------------------------------------------------- | ------------------- |
| DNVP und Bauernverein des Landes Ratzeburg                           | 24,07 %           | 9 Sitze                                                                               | nicht darstellbar   |
| SPD                                                                  | 22,66 %           | 8 Sitze                                                                               | − 8 Sitze           |
| KPD                                                                  | 20,45 %           | 7 Sitze                                                                               | + 6 Sitze           |
| Bürgerliche Arbeitsgemeinschaft DDP, Handwerk und Gewerbe, Kaufleute | 14,46 %           | 5 Sitze (davon 4 Bürgerliche Arbeitsgemeinschaft, 1 Verband für Handwerk und Gewerbe) | ± 0 Sitze           |
| Deutschvölkische Freiheitsbewegung                                   | 8,81 %            | 3 Sitze                                                                               | + 3 Sitze           |
| DVP                                                                  | 5,51 %            | 2 Sitze                                                                               | + 2 Sitze           |
| Bund der Kleinlandwirte                                              | 4,05 %            | 1 Sitz                                                                                | + 1 Sitz            |

An 100 % fehlende Stimmen = nicht im Landtag vertretene Wahlvorschläge
Liste der Mitglieder des Landtages (Freistaat Mecklenburg-Strelitz) (3. Wahlperiode)

### Landtagswahl 1927
Am 3. Juli 1927 erfolgte die Wahl zum 4. ordentlichen Landtag.
| Landtagswahl 1927                          | Landtagswahl 1927 | Landtagswahl 1927 | Landtagswahl 1927   |
| Partei                                     | Stimmanteil in %  | Sitze             | Veränderung (Sitze) |
| ------------------------------------------ | ----------------- | ----------------- | ------------------- |
| SPD                                        | 33,47 %           | 12 Sitze          | + 4 Sitze           |
| DNVP                                       | 22,77 %           | 10 Sitze          | + 1 Sitz            |
| Verband für Handwerk und Gewerbe           | 10,09 %           | 4 Sitze           | + 3 Sitze           |
| KPD                                        | 9,12 %            | 3 Sitze           | − 4 Sitze           |
| DDP                                        | 6,69 %            | 2 Sitze           | − 2 Sitze           |
| Deutschvölkische Freiheitsbewegung         | 5,02 %            | 1 Sitz            | − 2 Sitze           |
| DVP                                        | 4,44 %            | 1 Sitz            | − 1 Sitz            |
| Bund der Kleinlandwirte                    | 3,86 %            | 1 Sitz            | ± 0 Sitze           |
| Verband der Haus- und Grundbesitzervereine | 3,43 %            | 1 Sitz            | + 1 Sitz            |

An 100 % fehlende Stimmen = nicht im Landtag vertretene Wahlvorschläge
Liste der Mitglieder des Landtages (Freistaat Mecklenburg-Strelitz) (4. Wahlperiode)

### Landtagswahl 1928
Am 29. Januar 1928 erfolgte die Wahl zum 5. ordentlichen Landtag.
| Landtagswahl 1928                            | Landtagswahl 1928 | Landtagswahl 1928 | Landtagswahl 1928   |
| Partei                                       | Stimmanteil in %  | Sitze             | Veränderung (Sitze) |
| -------------------------------------------- | ----------------- | ----------------- | ------------------- |
| SPD                                          | 37,87 %           | 13 Sitze          | + 1 Sitz            |
| DNVP und Bauernverein für das Land Ratzeburg | 20,80 %           | 8 Sitze           | − 2 Sitze           |
| Verband für Handwerk und Gewerbe             | 10,13 %           | 4 Sitze           | ± 0 Sitze           |
| KPD                                          | 6,99 %            | 3 Sitze           | ± 0 Sitze           |
| DDP                                          | 4,63 %            | 2 Sitze           | ± 0 Sitze           |
| Deutschvölkische Freiheitsbewegung           | 3,82 %            | 1 Sitz            | ± 0 Sitze           |
| Reichspartei für Volksrecht und Aufwertung   | 3,70 %            | 1 Sitz            | + 1 Sitz            |
| DVP                                          | 3,58 %            | 1 Sitz            | ± 0 Sitze           |
| Verband der Haus- und Grundbesitzervereine   | 3,04 %            | 1 Sitz            | ± 0 Sitze           |
| Vereinigte Erbpächter, Büdner und Häusler    | 2,80 %            | 1 Sitz            | + 1 Sitz            |

An 100 % fehlende Stimmen = nicht im Landtag vertretene Wahlvorschläge
Liste der Mitglieder des Landtages (Freistaat Mecklenburg-Strelitz) (5. Wahlperiode)

### Landtagswahl 1932
Am 13. März 1932 erfolgte die Wahl zum 6. ordentlichen Landtag.
| Landtagswahl 1932                                                                                | Landtagswahl 1932 | Landtagswahl 1932 | Landtagswahl 1932   |
| Partei                                                                                           | Stimmanteil in %  | Sitze             | Veränderung (Sitze) |
| ------------------------------------------------------------------------------------------------ | ----------------- | ----------------- | ------------------- |
| DNVP, Verband für Handwerk und Gewerbetreibende, Bauernverein des Landes Ratzeburg               | 30,96 %           | 11 Sitze          | − 1 Sitz            |
| SPD                                                                                              | 26,94 %           | 10 Sitze          | − 3 Sitze           |
| NSDAP                                                                                            | 23,86 %           | 9 Sitze           | + 9 Sitze           |
| KPD                                                                                              | 9,14 %            | 3 Sitze           | ± 0 Sitze           |
| Bürgerliche Mitte (Deutsche Staatspartei, Handwerker und Gewerbetreibende, Deutsche Volkspartei) | 5,11 %            | 1 Sitz            | − 2 Sitze           |
| Verband der Haus- und Grundbesitzervereine                                                       | 2,66 %            | 1 Sitz            | ± 0 Sitze           |

An 100 % fehlende Stimmen = nicht im Landtag vertretene Wahlvorschläge
Liste der Mitglieder des Landtages (Freistaat Mecklenburg-Strelitz) (6. Wahlperiode)

### Reichstagswahl 1933
Nach der Reichstagswahl vom 5. März 1933 wurde der 7. Landtag aufgrund des Gleichschaltungsgesetzes analog zu diesem Wahlergebnis neu gebildet.
| Reichstagswahl 1933         | Reichstagswahl 1933 | Reichstagswahl 1933 | Reichstagswahl 1933 |
| Partei                      | Stimmanteil in %    | Sitze               | Veränderung (Sitze) |
| --------------------------- | ------------------- | ------------------- | ------------------- |
| NSDAP                       | 51,61 %             | 9 Sitze             | ± 0 Sitze           |
| SPD                         | 22,57 %             | 4 Sitze             | − 6 Sitze           |
| Kampffront Schwarz-Weiß-Rot | 15,90 %             | 2 Sitze             | − 9 Sitze           |
| KPD                         | 7,12 %              | 1 Sitz              | − 2 Sitze           |

An 100 % fehlende Stimmen = nicht im Landtag vertretene Wahlvorschläge
Liste der Mitglieder des Landtages (Freistaat Mecklenburg-Strelitz) (7. Wahlperiode)